# مهرجان الحارة المكية
مهرجان الحارة المكية، هو مهرجان سنوي اجتماعي وتراثي وثقافي وترفيهي تنظمه أمانة مكة المكرمة،  و برعاية الهيئة العامة للترفية. و يقام بموقف حجز السيارات على طريق مكة – جدة في مدينة مكة المكرمة. ويضم أسواقاً تراثية، وتقدم المأكولات الشعبية والفلكلور الغنائي لمكة المكرمة

## نبذة عن المهرجان
يهدف المهرجان لتعريف اهالي مكة وزوارها بحاراتها القديمة، حيث صمم بطريقة توثق التراث المكي في هيئته العمرانية وموروثه الشعبي. ويشمل المهرجان على منطقة خاصة بالأسر المنتجة، ويضم أكثر من 3000 قطعة اثرية نادرة، حيث أنه يمثل أحد الأسواق المشهورة قديماً وهو سوق المدعى. و تتضمن الحارة نماذج عن البيوت القديمة لمكة وأسواقها، كسوق الليل والأزقة والمقاهي الشعبية، والدكاكين الصغيرة، والحكواتي وبيت مكة.
كما أن المهرجان يضم العديد من المهن والحرف التي تشتهر بها مكة المكرمة كالعطار وبائع التمر. بالإضافة إلى أن المهرجان يضم مسرح تفاعلي وخيمة للوثائقيات التفاعلية لعرض تاريخ مكة المكرمة.

### فكرة المهرجان
أعرب عدد من المسؤولين بأمانة مكة المكرمة عن رغبتهم بوجود فعالية كبيرة ومؤثرة لإيصال التصور الصحيح للحياة بمكة قبل قرنين من الزمان، ونقل صورة حية عن حياة الناس البسيطة في ذلك الوقت. و على ذلك تم الاستعانة والرجوع للمؤرخين والمثقفين من كبار السن كالمهندس مروان فطاني ومحمد العطاس وطارق سندي وصديق واصل، للوصول لتصميم يقترب لشكل الحارة القديمة في مختلف النواحي؛ حيث تتضمن المهن والحرف التي كانت موجودة في تلك الحارات القديمة كعامل النحاس والخطاط وبائع الكتب والفران والعطار والنجار والحداد وصانع الأحذية والرسام والنقاش والقماش وبائعي الآيس كريم والسوبيا والبليلة والسمن والتميس. وهذا قد استغرق تنفيذه نحو عامين.

### فعاليات المهرجان
- مسرح الحارة الذي يقدّم بعض المجسات والوصلات الشعبية التراثية الحجازية الأصيلة مع بعض الرقصات
- مرسماً خاصاً للأطفال ومعرض للرسومات التشكيلية لكبار تشكيليّي وتشكيليّات مدينة مكة المكرمة، ومعارض للتصوير الفوتوغرافي
- عرض بعض تاريخ مكة المكرمة في أحيائها قبل 100 عام،  كمركاز العمد، والبرزات وتصميم المباني القديمة، والمحلات التجارية في تلك الفترة وكيفية البيع والشراء فيها
- عرض للألعاب الشعبية والتجمعات والزيارات العائلية التراثية
- مطاعم توفّر المأكولات الشعبية للزوار وعرض كيفية تجهيزها فيما مضى
- نماذج للبيوت المكية والمقاهي الشعبية والدكاكين الصغيرة والحكواتي والمسهراتي وبعض السيارات القديمة

## أوقات المهرجان
طوال أيام الأسبوع خلال مدة تتراوح ما بين شهر إلى شهرين في فصل الربيع

## رسوم المهرجان
مجاناً، مفتوح لأهالي مكة المكرمة والمعتمرين والزائرين من خارج المدينة، و يُسمح بدخول وحضور الأطفال